# 英格堡·瓦爾德馬斯多塔
英格堡·瓦爾德馬斯多塔（丹麥語：Ingeborg Valdemarsdatter，1347年1月4日—1370年6月16日），梅克倫堡-施威林公爵海因里希三世夫人。

## 家庭
- 海因里希三世（約1337-1383）：1362年結婚，梅克倫堡-施威林公爵阿爾布雷希特二世之子
  - 尤菲米亞（？-1400）：梅克倫堡-韋爾勒親王約翰五世夫人
  - 阿爾布雷希特四世（英语：Albert IV, Duke of Mecklenburg）（1363-1388）：梅克倫堡-施威林公爵
  - 瑪麗亞（約1355-1402）：波美拉尼亞-施托爾普公爵（英语：List of Pomeranian duchies and dukes）瓦季斯瓦夫七世夫人
  - 英格堡（1368-1408）：里布尼茨修道院（德语：Kloster Ribnitz）長